# Miguel de la Grúa Talamanca
Miguel de la Grúa Talamanca de Carini y Branciforte, marchese di Branciforte (in italiano Michele La Grua Talamanca e Branciforte; Palermo, 1755 ca. – Marsiglia, 1º giugno 1812), fu un ufficiale militare siciliano e viceré della Nuova Spagna dal 12 luglio 1794 al 31 maggio 1798.

## Biografia
Miguel de La Grúa era il figlio secondogenito di Vincenzo Maria (1718-1787), 5º Principe di Carini, Duca di Villanova, Duca delle Grotte, Marchese di Ragalmici e Signore di Terrasini (Pretore di Palermo nel 1771, 1772 e 1773, Governatore del Monte di Pietà di Palermo nel 1765, 1766 e 1767) e di Lucrezia Branciforte.
La Grúa giunse giovanissimo in Spagna nel 1759, allorquando Carlo Sebastiano di Borbone, già re di Napoli e di Sicilia, viene incoronato re di Spagna con il nome di Carlo III.
In quanto secondogenito, La Grúa intraprese la carriera militare presso la corte spagnola.
Lo troviamo nei primi anni '80 del 1700 quale ufficiale (alférez) della compagnia italiana delle guardie del corpo del sovrano, con il grado di brigadiere. La Grúa partecipò alle operazioni militari di invasione dell'isola di Minorca, in particolare alla conquista di Mahón, evento bellico avvenuto nell'ambito della Guerra anglo-spagnola del 1779-1783. Nel marzo del 1782 venne promosso a maresciallo di campo in virtù del valore dimostrato in tali circostanze. Nel 1784 La Grúa venne nominato comandante generale delle isole Canarie, carica che mantenne fino al 1789. Giunse a Santa Cruz de Tenerife il 12 giugno del 1784. Un mese dopo veniva inoltre promosso al grado di tenente generale dell'esercito.
La Grúa fu un protetto del primo ministro spagnolo Manuel Godoy, e a Madrid, il 15 agosto 1790, ne sposò la sorella María Antonia de Godoy y Álvarez de Faria, de los Ríos y Sánchez-Zarzosa (Badajoz - Genova, 25 luglio 1836). La figlia Carlotta La Grúa Talamanca e Godoy divenne 268ª dama dell'Ordine Reale della Regina María Luisa.
Nel 1791 La Grúa ricevette il titolo di grande di Spagna di prima classe. Grazie all'influenza di Godoy venne nominato quale viceré della Nuova Spagna (26 marzo 1794).
Giunse a Veracruz il 15 giugno 1794, assumendo l'incarico a Città del Messico il 12 luglio 1794. Fu insignito dell'Ordine del Toson d'oro, con documento datato 22 marzo 1795 spedito da Aranjunez. Divenne anche cavaliere dell'Ordine di Santiago e dell'Ordine di Carlo III.
Come agente di un primo ministro corrotto, La Grúa fu coinvolto nella raccolta di soldi per fini personali. Utilizzando la guerra tra Spagna e Francia rivoluzionaria come pretesto, confiscò le proprietà dei francesi residenti in Nuova Spagna ed in Louisiana. Vendette i terreni, tenendo per sé una parte dei proventi.
In effetti intascava una parte di tutti i soldi che passavano dalle sue mani. Vendette incarichi ufficiali e gradi militari. È noto in Messico come corrotto ed inetto, e come uno dei peggiori governatori della storia della colonia. I suoi lati negativi risaltarono ancora di più se paragonati al predecessore, Juan Vicente de Güemes, considerato uno dei migliori. La Grúa si oppose a Güemes Padilla in altri modi, ad esempio favorendo i nemici del precedente viceré.
Il 12 dicembre 1794 fra' Servando Teresa de Mier tenne un famoso sermone nella chiesa di Guadalupe. Fu deportato in Spagna. Il 27 aprile 1795 iniziò il primo corso di mineralogia della Nuova Spagna, tenuto da Andrés Manuel del Río.
Nel luglio 1795 Godoy fece pace con la Francia, ma i residenti francesi della colonia continuarono a restare sospetti. La corona ordinò anche di aumentare la vigilanza sui cittadini statunitensi, non per qualche progetto espansionistico, ma perché erano considerati rivoluzionari quanto i francesi.
In questo periodo l'inquisizione si preoccupò meno di eretici e protestanti, e più di sopprimere i rivoluzionari politici ed altre idee rivoluzionarie francesi. Il 9 agosto 1795 si tenne un autodafé. Uno dei condannati fu Esteban Morel, uno scienziato francese, professore di medicina e collaboratore del Gaceta de México. Fu ufficialmente accusato di eresia, deismo e materialismo. Lo stesso tribunale dell'inquisizione procedette contro Juan Lauset ed altri francesi, accusandoli di aver esternato pareri anti-spagnoli.
Il governo di La Grúa iniziò negoziati con la giovane repubblica degli Stati Uniti per definire i confini tra i due paesi. Un sacerdote peruviano che abitava in Messico, Melchor de Talamantes (1765-1809), fu il rappresentante degli spagnoli nella trattativa.
Quando la Spagna, ora in pace con la Francia, dichiarò guerra alla Gran Bretagna il 5 ottobre 1797, La Grúa confiscò le proprietà britanniche della colonia, tenendole per sé.
Per lusingare re Carlo IV di Spagna e Godoy, il viceré commissionò all'architetto e scultore spagnolo Manuel Tolsá (1757-1816) la costruzione di una grande statua equestre del re. La prima pietra del piedistallo fu posata il 18 luglio 1796, e la statua fu completata nel 1803. Quest'opera, nota oggi come El Caballito, è ancora un punto di riferimento a Città del Messico.
L'Ayuntamiento di Città del Messico (il governo municipale), accusò il viceré di corruzione, soprattutto per aver speso molti soldi pubblici in piccoli progetti. Il viceré ebbe la meglio, ed all'Ayuntamiento fu imposto il pagamento dei costi.
Scoppiò di nuovo la guerra con la Francia, ed il viceré La Grúa aumentò il numero di reggimenti delle province, sperando di raccogliere una fortuna vendendone i titoli militari. Fu rimosso nel 1798, e Miguel José de Azanza fu nominato al suo posto.